# François Grimaudet
François Grimaudet (1520, Angers - 29 août 1580), est un jurisconsulte français.

## Biographie
Il est le petit-fils de Simon Berault, seigneur des Essarts, par sa mère Guillemine. Conseiller au présidial d'Angers, il devient avocat du roi et du duc d'Anjou en 1558, ainsi que maître des requêtes.
Il est député aux États d'Anjou en 1560.

## Publications
Paraphrase des droicts des usures et contracts pignoratifs
- Des Causes qui excusent de dol (1571)
- Paraphrase du droict de retraict lignager recueillie des coustumes de France et glosateurs d'icelle (1571)
- De la prescription contre mineurs et ignorans, en matiere de retraict lignager. Livre dixiesme de la paraphrase du droict de retraict lignager (1572)
- Des monnoyes, augment et diminution du pris d'icelles (1576)
- Les Opuscules politiques... (1580)
- De la puissance Royale et Sacerdotale

## Sources
- Alfred de Villiers, Éloge de François Grimaudet...: 1520-1580, 1880
- P. Moizard, Un contemporain de Jean Bodin : François Grimaudet, avocat du roi au présidial d'Angers (1520-1580), 1930